# روبرت هوبر (مهندس)
روبرت هوبر هو مهندس سويسري، ولد في 7 يوليو 1901، وتوفي في 7 أبريل 1995.